# Юйцзюлюй Чэлухуэй
Юйцзюлюй Чэлухуэй (кит. упр. 郁久閭車鹿會, пиньинь Yùjiǔlǘ Chēlùhuì) (устар. Гюйлухой)— второй правитель жужаней.
Собрал своих подчинённых в аймак жужаней. Платил сяньбийцам дань лошадьми, соболями и куницами. В период его правления жужани не воевали, мирно кочевали, пересекая Гоби.